# William Miller (aviron)
Pour les articles homonymes, voir William Miller et Miller.
William Garfield Miller, né le 16 mars 1905 à Philadelphie et mort en mai 1985 à Carlisle, est un rameur américain.

## Carrière
Il est vice-champion olympique en 1928 en quatre sans barreur avec le Pennsylvanie Barge Club. Il remporte aux Jeux olympiques d'été de 1932 la médaille d'argent dans la spécialité du skiff, derrière l'Australien Bobby Pearce. En 1934, il est vice-champion du monde professionnel, encore derrière Bobby Pearce.
Sur le plan national, il est quadruple champion des États-Unis de skiff, de 1930 à 1933.